# Église Sainte-Alène de Saint-Gilles
L’église Sainte-Alène (en néerlandais : Sint-Alenakerk) est un édifice religieux catholique de style moderniste situé à Saint-Gilles, une des communes de la Région bruxelloise en Belgique. Achevée et consacrée en 1951, l’église est un lieu de culte de la communauté catholique du quartier. Elle se trouve au 49-51 de l’avenue des Villas.

## Histoire
Le projet d’église remonte à 1913. Les plans de l’architecte Louis Pepermans prévoyaient une église de style éclectique avec de fortes influences néo-byzantines. Seuls le presbytère et la crypte furent construits.
À partir de 1938, des travaux reprennent sur les plans du jeune architecte Roger Bastin, dont c‘est une des premières réalisations,. Jacques Dupuis conçoit l’aménagement intérieur et la chapelle de jour. La Seconde Guerre mondiale, et le manque de ressources financières, retardent la construction mais une grande partie en est achevée en 1951. Lors  son inauguration elle est placée sous le patronage de sainte Alène, dont le cénotaphe se trouve dans l'église Saint-Denis de Forest. En 1972, un motif décoratif en métal est ajouté à l’entrée.
Le bâtiment porte la trace du style moderniste monumental d’avant-guerre : un large parallélépipède dressé sur un de ses côtés, sans transept ni clocher. La façade se compose de deux colonnes plates monumentales avec, entre le deux, un porche légèrement en retrait.
À l’intérieur, le volume de la nef fait toute la hauteur du bâtiment. De grands portails voûtés se démarquent. Le mobilier et les objets d’art sont principalement modernes, datant des années 1960, du XXe siècle. 

## Patrimoine
- Une statue en bois de saint Sébastien, datant du XVIIIe siècle.
- Deux toiles du XVIe siècle : Marie avec l’Enfant-Jésus et Baptême de Jésus dans le Jourdain.
- L’orgue est l'œuvre du facteur Jean-Émile Kerkhoff (1859-1921) de Bruxelles. Il date de 1912.